# Carl (Georgie)
Carl je město v Barrow County, v Georgii, ve Spojených státech amerických. V roce 2011 žilo ve městě 256 obyvatel.

## Demografie
Podle sčítání lidí v roce 2000 žilo ve městě 205 obyvatel, 90 domácností a 59 rodin. V roce 2011 žilo ve městě 137 mužů (53,7%), a 119 žen (46,3%). Průměrný věk obyvatele je 36 let.